# Zdravko Mamić
Zdravko Mamić (Bjelovar, 16. srpnja 1959.) bivši je nogometni dužnosnik i izvršni dopredsjednik zagrebačkog Dinama do 2016. kada je podnio ostavku s pozicije u klubu i HNS-u. Nakon toga bio je Dinamov savjetnik.

## Životopis
Rođen je u Bjelovaru. Podrijetlom je iz sela Zidine kraj Tomislavgrada gdje mu je rođen otac. Mamić je bio junior Dinama. U nogometu ostaje kao dužnosnik. Glavni je direktor Dinama od 1992. do 1994., kada su osvojeni prvenstvo 1993. i kup 1994.
Godine 1995. direktor je NK Osijeka u sezoni kada klub prvi put stječe pravo sudjelovanja u Kupu UEFA. U sezoni 1996. direktor je sisačke Segeste, a od 1997. do 1999. godine direktor je Croatije Sesvete. 
Član Izvršnog odbora NK Dinama postaje 2000. godine, a od 2003. godine izvršni je dopredsjednik. U njegovom mandatu Dinamo osvaja devet prvenstava (2000., 2003., 2006., 2007.–2012). a osam je puta osvajao i hrvatski kup (2001., 2002., 2004., 2007.–2009., 2011. i 2012). 
Zdravko Mamić poznat je po svom kontroverznom ponašanju i čestim vulgarnim nastupima.
Godine 2018. proglašen je krivim za izvlačenje novca iz Dinama i nanošenje štete državnom proračunu te nepravomoćno osuđen na 6,5 godina zatvora. Dan prije izricanja presude napustio je Hrvatsku i nastanio se u BiH jer posjeduje državljanstvo Bosne i Hercegovine. Presudu je nazvao lažnom i najavio obranu.